# 熱列瓦河
熱列瓦河（烏克蘭語：Жерева），是烏克蘭的河流，位於該國中北部基輔州，屬於捷捷列夫河的左支流，河道全長30公里，流域面積333平方公里，河漫灘寬500米。